# Oficina de Interpretación de Lenguas
La Oficina de Interpretación de Lenguas (OIL), en sus inicios llamada Secretaría de Interpretación de Lenguas, es un órgano del Ministerio de Asuntos Exteriores de España que actúa como el máximo órgano de la Administración General del Estado en materia de traducción e interpretación de lenguas.
Esta oficina ha estado en funcionamiento desde que fuere creada por el rey Carlos I de España en 1527, por aquel entonces adscrita al Consejo de Estado. Desde 1840 se encuentra adscrita al Ministerio de Estado (hoy de Asuntos Exteriores), y en esa misma época se le otorga su nombre actual. En la actualidad, se encuadra en la Secretaría General Técnica del Departamento.
La OIL está compuesta por miembros del Cuerpo de Traductores e Intérpretes del Estado, quienes ingresan al mismo por oposición, y es también el órgano de convocar nuevas plazas y valorar los exámenes públicos.

## Funciones
De acuerdo a su reglamento, aprobado por Real Decreto 724/2020, de 4 de agosto, compete a este órgano:
1. La traducción oficial al castellano de los tratados y convenios internacionales en que sea parte el Reino de España, así como de otros textos redactados en lenguas extranjeras cuya publicación en castellano sea preceptiva en virtud del ordenamiento legal vigente.
2. La traducción a otras lenguas extranjeras de los textos que el Reino de España esté obligado a proporcionar a otros Estados en virtud de los compromisos contraídos en el ámbito del Derecho Internacional.
3. La traducción al castellano o a lenguas extranjeras de documentos de carácter diplomático, consular o administrativo del Ministerio de Asuntos Exteriores, así como de todos aquellos documentos que, emanando de la Administración General del Estado, afecten a sus relaciones exteriores y de los que deba quedar constancia oficial.
4. El cotejo de las traducciones de tratados, convenios internacionales y otros textos redactados en lenguas extranjeras cuya publicación en castellano sea preceptiva en virtud del ordenamiento legal vigente.
5. La interpretación en actos en que intervengan representantes de la Administración General del Estado, tanto en territorio nacional como en el extranjero, cuando sea requerida para ello.
6. La participación, en calidad de expertos lingüísticos en traducción, interpretación, o ambas, en reuniones de conferencias o comisiones encargadas de la negociación de tratados, acuerdos y convenios internacionales, tanto en territorio nacional como en el extranjero, y asistencia a otros ministerios y órganos de la Administración General del Estado en materia de traducción e interpretación.
7. El cotejo, revisión o traducción, según proceda, de los documentos remitidos por las autoridades judiciales conforme a lo previsto en las normas procesales, cuando el Ministerio de Justicia no haya previsto otro cauce para la prestación de este servicio.
8. La organización y calificación de los exámenes de Traductores Jurados y de Intérpretes Jurados y la revisión, cuando así lo soliciten los titulares de los órganos administrativos, judiciales, registrales y demás autoridades competentes ante quienes se presenten las traducciones o interpretaciones realizadas por los Traductores Jurados o Intérpretes Jurados, según el caso.
9. La evacuación de dictámenes y consultas relativos a la traducción e interpretación de lenguas y elaboración de glosarios terminológicos en materias de su competencia.
10. En general, la realización de todas aquellas tareas de traducción, al castellano o a otras lenguas, o de interpretación que, no estando comprendidas en ninguno de los números anteriores, le sean encomendadas por las personas titulares del Ministerio, la Subsecretaría o la Secretaría General Técnica.
11. En todo caso, la Oficina de Interpretación de Lenguas será competente para decidir en última instancia en caso de discrepancias entre sus traducciones y las que pudieran aportar otros órganos de la Administración.
12. Impartir instrucciones y determinar criterios en materia de traducción e interpretación al conjunto de los miembros del Cuerpo de Traductores e Intérpretes del Estado al objeto de unificar las actuaciones en materia de traducción e interpretación. Los miembros del Cuerpo de Traductores e Intérpretes del Estado destinados fuera de la Oficina de Interpretación de Lenguas podrán solicitar a esta la emisión de criterios en la materia.